# Arnah
Arnah (en arabe : عرنه) est un village syrien du district de Qatana et situé dans le gouvernorat de Rif Dimachq.

## Histoire
En 1838, Eli Smith, un missionnaire américain, rapporte que la population d’Arnah était composée de druzes et de chrétiens orthodoxes.

## Personnalités
- Georges Abou Zakhem, métropolite de l’archidiocèse grec-orthodoxe de Homs de 2000 à 2023, est né à Arnah[1].